# James Robertson (Psychoanalytiker)
James Robertson (* 1911 in Glasgow; † 1988) war ein schottischer Psychoanalytiker und Sozialarbeiter. Er arbeitete von 1948 bis 1976 an der Tavistock Clinic in London. Neben John Bowlby und Mary Ainsworth war er ein Hauptbegründer und -vertreter der Bindungstheorie.

## Leben
James Robertson wurde in Glasgow geboren und wuchs in einer Arbeiterfamilie auf. In seinen späten Teenagerjahren trat er zum Quäkertum über und wurde zum Kriegsdienstverweigerer im Zweiten Weltkrieg. 1941 lernten seine spätere Frau Joyce und er Anna Freud kennen. James Robertson war zunächst in einem von Anna Freud geleiteten Kinderheim als Hausmeister tätig und wurde von ihr zum Psychoanalytiker ausgebildet.
Nach dem Krieg und der Ausbildung zum Sozialarbeiter in der Psychiatrie lernte er John Bowlby 1948 an der Tavistock Clinic kennen. Zu einer weiteren fruchtbringenden Zusammenarbeit an dieser Klinik kam es mit der Psychologin Mary Ainsworth, die sich 1950 um eine Stelle an der Tavistock Clinic bewarb. Ihr Aufgabenbereich umfasste die Forschung über die Auswirkungen von frühen Mutter-Kind-Trennungen auf die Persönlichkeitsentwicklung und unterstand der Leitung von John Bowlby. Im weiteren Verlauf der Klinikzusammenarbeit mit James Robertson war Mary Ainsworth von seinen Ansätzen in der Feldbeobachtung so beeindruckt, dass sie beschloss, seine Methoden zu übernehmen.

## Werk

### 40er Jahre
Bereits bei seiner Arbeit im Kinderheim von Anna Freud fiel Robertson auf, dass die Kinder in diesem Heim sehr unterschiedlich auf Trennungen reagierten und dokumentierte diese Beobachtungen. Bowlby ermutigte ihn, seine Feldbeobachtungen zum Verhalten von kleinen Kindern nach Trennungen von ihren Eltern in den Kliniken, wie beispielsweise auf der Kinderstation im Central Middlesex Hospital in London, fortzuführen. In dieser Zeit war der Besuch von Kleinkindern durch Verwandte in den Londoner Krankenhäusern sehr stark eingeschränkt.
Die Befragung von Munro-Davies 1949 zu den Besuchszeiten an Londoner Hospitals ergab folgendes Bild:
- Jungen Hospital: sonntags 14:00–16:00 Uhr;
- St. Bartholomä: mittwochs 14:00–15:30 Uhr;
- Westminster Hospital: mittwochs 14:00–15:00 Uhr; sonntags 14:00–15:00 Uhr;
- St Thomas Hospital: Im ersten Monat waren keine Besuche erlaubt. Die Eltern konnten ihren Kindern in der Zeit von 19:00 bis 20:00 Uhr beim Schlafen zusehen.
- West London Hospital: kein Besuch;
- Charing Cross Hospital: sonntags 15:00–16:00 Uhr;
- London Hospital: Kinder unter 3 Jahren durften keine Besuche empfangen. Die Eltern konnten die Kinder durch Partitionen sehen. Kinder über 3 Jahren konnten zweimal wöchentlich Besuch empfangen.[1]

Dies führte zu großen Belastungen für die jungen Patienten. Robertson war von dem Unglück, das er bei den jüngsten Kindern auf den Kinderstationen sah, insbesondere bei den unter 3-Jährigen, schockiert. Die kompetenten und effizienten Ärzte sowie Krankenschwestern gewährleisteten eine gute medizinische Versorgung. Dennoch schienen sie von dem Leid der Kinder um sie herum nicht berührt zu sein. Sie sahen, dass die Kinder bei der Trennung von den Eltern zunächst protestierten, dann immer ruhiger und gefälliger wurden. Allerdings sah Robertson dies als ein Alarmzeichen.

### 50er Jahre
Basierend auf langjährigen Beobachtungen auf Kinderstationen beschreibt er in einer Theorie die Phasen der Trennungsreaktionen von Kindern unter drei Jahren bei einem Aufenthalt in der Klinik ohne die Mutter: Protest, Verzweiflung und Ablehnung / Inakzeptanz.
Bekannt geworden ist Robertson durch seine Filmaufnahmen von Kleinkindern in Kliniken. Mit einem Zuschuss von 150 Pfund kaufte er sich eine Filmkamera und einen Schwarz-Weiß-Film. 1952 filmte er, erstmals, den Aufenthalt der 2-jährigen Laura im Krankenhaus. Sie war für acht Tage zu einer Operation in der Klinik. Die Einsichten aus dem bewegenden Film A two-year-old goes to hospital  und seine Feldbeobachtungen spielten eine bedeutende Rolle bei der Entwicklung der Bindungstheorie. Mit diesen Filmen versuchte er, die wahren Umstände und das Ausmaß der Not von Kindern in den Kliniken zu zeigen.
Robertsons Forschungsarbeiten wurden von der Ärzteschaft lange Zeit angefeindet. Selbst seine Kollegen an der Tavistock Clinic, Mitglieder der British Psycho-Analytical Society und die Analytiker in der BRD zeigten sich lange Zeit sehr skeptisch und ablehnend gegenüber seinen und Bowlbys bindungstheoretischen Überlegungen.
Zu einer bisher wenig erforschten Zusammenarbeit kam es mit der Sozialmedizinerin Eva Schmidt-Kolmer in der DDR. 1957 verhalf sie ihm zur Veröffentlichung seines Aufsatzes Über den Verlust mütterlicher Fürsorge in früher Kindheit in der Zeitschrift für ärztliche Fortbildung. Die von Bowlby und Robertson geäußerten Risiken und Gefahren einer frühen Mutter-Kind-Trennung wurden durch Forschungsergebnisse von Kinderärzten und Entwicklungspsychologen in der DDR untermauert. Indirekt bestärkten diese Forschungsergebnisse zur Entwicklung von Säuglingen und Kleinkindern in den Krippen und Dauerheimen bisherige Überlegungen der sich entwickelnden Bindungstheorie. Die Zusammenarbeit führte zu Diskussionen unter den Kinderärzten in der DDR, die offen Reformen in den Heimen anmahnten und erprobten. Einen weiteren Ausbau der Fremdbetreuung sahen eine Reihe von Pädiatern nicht ohne Risiken für die Entwicklung von Säuglingen und Kleinkindern.

### 60er und 70er Jahre
Mit dem Berliner Mauerbau 1961 scheint die Zusammenarbeit zwischen Schmidt-Kolmer und Robertson abgebrochen zu sein. Seine Arbeiten sowie die Bindungstheorie wurden in der DDR nicht weiter publiziert.
1971 hat Robertson mit seiner Frau Joyce in einem Aufsatz die Begriffe Eltern-Kind-Bindung und „bonding“ erstmals geprägt. Beide drehten fünf weitere Filme zum Bindungsverhalten von Kindern, die mehrsprachig veröffentlicht wurden.
In den 70er Jahren gelang es seiner Weggefährtin Mary Ainsworth mithilfe des „Fremde-Situations-Test“, ein wissenschaftlich anerkanntes Setting zur Bestätigung der Bindungstheorie zu entwickeln. Sie gestaltete eine experimentelle Situation, in der sich unterschiedliche Qualitäten des Bindungsverhaltens bei Menschenkindern nachweisen ließen. Auf die unterschiedlichen Verhaltensmuster nach der Wiedervereinigung mit den Eltern wurde Ainsworth von Robertson aufmerksam gemacht. Mit einem 1975 erschienenen Aufsatz von James und Joyce Robertson über die Reaktionen kleiner Kinder auf kurzfristige Trennung von der Mutter im Lichte neuer Beobachtungen erwachte das Interesse der Psychoanalyse auch in Deutschland (West) wieder an der Bindungstheorie. 1976 beendete James Robertson seine langjährige Tätigkeit an der Tavistock Clinic. Sein Wirken ist in der eng verbundenen, vertrauensvollen und inspirierenden Zusammenarbeit mit seiner Frau Joyce Robertson († 2013) zu sehen.

## Auswirkungen von Robertsons Arbeit bis in die Gegenwart
Heute verstehen wir u. a. dank der Filmarbeiten von James Robertson und seiner Frau die Gefahren für die Entwicklung von Kindern durch einen Krankenaufenthalt ohne Eltern oder eine stationäre Kinderbetreuung besser. Kliniken machen es den Eltern heute viel leichter und einfacher, ihre Kinder zu besuchen und bei ihnen zu bleiben. Die Mitaufnahme von Eltern eines schwerkranken Kindes in eine Klinik im Sinne eines Rooming-in gehört heute zu den modernen Präventivmaßnahmen gegen den Hospitalismus.
Der Einsatz und die Verbreitung einer Kamera als filmtechnische Forschungsmittel in der Psychologie ist Robertson zu verdanken. So griff u. a. René Spitz in den 50er Jahren auf dieses Medium in seiner weiteren Säuglingsforschung zurück. In dem von Mary Ainsworth in den 70er Jahren entwickelten „Fremde-Situations-Test“ zur Erforschung kindlicher Bindungsmuster ist die Kamera ein entscheidendes Arbeitsmittel geworden.
Dass die Bindungstheorie heute zu den weltweit etablierten Theorien innerhalb der Psychologie zählt, ist maßgeblich auch der Arbeit der Eheleute Robertson zu verdanken. Seit den 90er Jahren nimmt dieser Theorieansatz eine stürmische Entwicklung. Auch im deutschsprachigen Raum hat die Bindungstheorie ihre Anerkennung gefunden. Hier waren und sind die Eheleute Hanus und Mechthild Papoušek an der Universität München sowie Karin und Klaus Grossmann an der Universität Regensburg zu nennen. Viele Forscher untersuchen Bindung und Interaktion, u. a. mit Videoaufzeichnungen, von Eltern und Kindern und ziehen daraus Rückschlüsse auf normale sowie pathologische Entwicklungen. Bindungstheoretische Grundlagen werden auch vermehrt in die Psychotherapie von Erwachsenen und Kindern einbezogen.
Ein fragendes Schlaglicht werfen die Arbeiten von Robertson auf die aktuellen Entwicklungen u. a. in Deutschland, über die frühe Fremdbetreuung von Säuglingen und Kleinkindern in Kinderkrippen oder bei Tagesmüttern sowie auf die sich häufenden Zivilisationskrankheiten wie Depression, Verlustängste oder Schlafstörungen.
John Bowlby sagte über die Leistungen seines Kollegen:

„(Er) war eine bemerkenswerte Person, der Großes erreichte. Seine sensiblen und brillanten Beobachtungen gingen in die Geschichte ein und den Mut den er verbreitete – oft im Angesicht der ignoranten und voreingenommen Kritik – der er ausgeliefert war. Er wird immer als der Mann, der Kinderkliniken revolutioniert hat, in Erinnerung bleiben, obwohl er noch viel mehr erreicht hat. Ich persönlich bin zutiefst dankbar für alles, was er getan hat.“

## Werke (Auswahl)
- Film: A Two-year-old Goes to Hospital. 16 mm, 40-minute and 30-minute versions, in English and French. Concord Video and Film Council 1953b
- Film: Going to Hospital with Mother. 16 mm, 40 minutes, in English and French. Concord Video and Film Council 1958a
- Young Children in Hospital. Tavistock, 1958.
- The plight of small children in hospitals. In: Parents Magazine. Juni 1960.
- James Robertson: Hospitals and Children: A Parent’s Eye-View. Gollancz, 1962.
- Children in hospital. In: Observer. 15., 22., und 29. Januar, 12. Februar 1961.
- Young Children in Hospital. 2., überarb. Auflage. Tavistock, 1970.
- James Robertson: Young Children in Hospital. 2. Auflage. Tavistock Publications, 1971, ISBN 0-422-75060-3.
- James und Joyce Robertson: Separation and the Very Young. Free Association Books, 1989, ISBN 1-85343-097-8.
- James und Joyce Robertson: A Baby in the Family. Penguin, 1982, ISBN 0-14-046499-9.
- Film: Kate, Aged Two Years Five Months, in Foster Care for Twenty-seven Days. 16 mm, 33 minutes, in English, French and Danish. Young Children in Brief Separation Film Series. Concord Video and Film Council 1967
- Film: Jane, Aged Seventeen Months, in Foster Care for Ten Days. 16 mm, 39 minutes, in English, Danish, French, German and Swedish. Young Children in Brief Separation Film Series. Concord Video and Film Council 1968
- Film: John, Aged Seventeen Months, For Nine Days in a Residential Nursery. 16 mm, 43 minutes, in English, Danish, French, German and Swedish. Young Children in Brief Separation Film Series. Concord Video and Film Council 1969
- The problem of professional anxiety. Separation and the Very Young. 1970, S. 1–4.
- Film: Thomas, Aged Two Years Four Months, in Foster Care for Ten Days. 16 mm, 38 minutes, in English. Young Children in Brief Separation Film Series. Concord Video and Film Council 1971
- Film: Lucy, Aged Twenty-one Months, in Foster Care for Nineteen Days. 16 mm, 31 minutes, in English and French. Young Children in Brief Separation Film Series. Concord Video and Film Council 1973a
- Substitute mothering for the unaccompanied child. In: Nursing Times. 29. November 1973
- The psychological parent. Adoption and Fostering 87. Separation and the Very Young, 1977, S. 210–213.